# Sus scrofa davidi
Sus scrofa davidi is een ondersoort van het wild zwijn, die voorkomt in het zuidoosten van Iran, in Pakistan en in het noordwesten van India. De Australische antropoloog Colin Groves, die de ondersoort beschreef in 1981, gaf de ondersoortnaam davidi aan het Centraal-Aziatisch wild zwijn ter ere van Reuben David, een Indiase zoöloog. 
Deze ondersoort is kleiner dan de nominaatondersoort S. s. scrofa. S. s. davidi is lichtbruin van kleur en heeft een lange, dikke manen. Mannetjes kunnen tot 158 kg wegen, vrouwtjes tot 123 kg. 